# Literatura intercultural
La literatura intercultural (o també literatura ectòpica) és aquella literatura escrita per autors en la llengua del país on resideixen el qual no és el país d'on provenen. Un dels camps d'aquesta és la literatura d'immigració (coneguda també com a literatura de migrants, literatura d'estrangers, o literatura d'emigració). Es diferencia de la literatura d'exili per definició en quant que la d'exili solament es refereix al tema tractat.
La literatura produïda a Xile per qui havia migrat a Xile ha sigut escrita en la seua majoria en espanyol i seguint els models de la literatura europea. A més, allí fou la causa que modificà i construí el cànon literari de la literatura contemporània xilena.